# Зенархоптеровые
Зенархоптеровые (лат. Zenarchopteridae) — семейство лучепёрых рыб из отряда сарганообразных. Ранее рассматривалось в ранге подсемейства в семействе полурыловых (Hemiramphidae). В 2004 году статус повысили до уровня семейства. Пресноводные и эстуарные рыбы. Распространены в Индо-Тихоокеанской области. 

## Биология
Все представители семейства с внутренним оплодотворением, а по типу размножения представлены почти все формы: яйцекладущие, яйцеживородящие и живородящие с различными типами связи эмбриона с организмом матери. Самцы оплодотворяют самок с помощью видоизменённого анального плавника (так называемым андроподия). У самцов рода Zenarchopterus описан уникальный способ упаковки сперматозоидов в так называемые сперматоцеймы.

## Классификация
В состав семейства включают 5 родов с 63 видами:
- Dermogenys Kuhl & van Hasselt, 1823 — Дермогены. 12 видов
- Hemirhamphodon Bleeker, 1865 — Индо-малайские пресноводные полурылы[6]. 6 видов
- Nomorhamphus Weber & de Beaufort, 1922. 19 видов
- Tondanichthys Collette, 1995. Монотипический
- Zenarchopterus Gill, 1864 — Зенархоптеры[6]. 19 видов